# Brenda Chapman
Brenda Chapman (Beason, 1º novembre 1962) è una regista e sceneggiatrice statunitense.
Vincitrice del Premio Oscar al miglior film d'animazione 2013 (condiviso con Mark Andrews) con Ribelle - The Brave, 13° lungometraggio Pixar.

## Biografia
Nativa dello stato dell'Illinois, sin da piccola è attirata dal mondo dell'animazione e da adolescente riuscì ad andare a studiare al California Institute of the Arts (CalArts). Durante le varie vacanze estive, ha iniziato la sua carriera professionale lavorando nel sindacato televisivo d'animazione. Dopo la laurea con un BFA in Disegno di Personaggi, fu una tirocinante della Disney nel film d'animazione La sirenetta. È stata una dei più importanti artisti della storia Disney La bella e la bestia, dove, lavorando in stretta collaborazione con Roger Allers, futuro regista Disney, ha definito molte delle sequenze chiave utilizzate nel film.
In seguito è stata a capo del lungometraggio animato Disney, Il Re Leone, seguendo sia gli scrittori che gli artisti del progetto.
La Chapman ha inoltre lavorato sulla storia e lo sviluppo di altri film d'animazione Disney come Bianca e Bernie nella terra dei canguri e Il gobbo di Notre Dame.
Chapman è la terza donna ad aver mai diretto un film d'animazione (Lotte Reiniger fu la prima con Le avventure del principe Achmed, seguita da Arna Selznick con Gli orsetti del cuore - Il film). È tuttora sposata con Kevin Lima, animatore e regista Disney.
Durante la sua carriera, ha partecipato anche alla produzione di Chi ha incastrato Roger Rabbit (pubblicato da Disney Pictures attraverso la Touchstone Pictures), così come il film Dreamworks Galline in fuga. Chapman è stata tra i tre registi che hanno lavorato, nel 1998, a Il principe d'Egitto, insieme con Steve Hickner e Simon Wells. 
Negli anni duemila approda ai Pixar Animation Studios, dove collabora su Cars - Motori ruggenti e, nel 2006, inizia a lavorare come regista su Ribelle - The Brave. Durante la lavorazione del film, a causa di divergenze creative, Chapman viene sostituita da Mark Andrews, rimanendo accreditata come regista del film.

## Filmografia

### Regista
- Il principe d'Egitto (The Prince of Egypt), con Steve Hickner e Simon Wells (1998)
- Ribelle - The Brave (Brave), con Mark Andrews (2012)
- Alice e Peter (Come Away) (2020)

### Soggetto
- Il re leone (The Lion King), regia di Jon Favreau (2019)